# 上野櫻木
上野櫻木（日语：／ Ueno-sakuragi */?）是東京都台東區的地名。現行行政地名是上野櫻木一丁目與上野櫻木二丁目。2013年8月1日為止的人口有2,260人。郵遞區號為110-0002。

## 地理
上野櫻木是台東區西北部高地的住宅區。東與根岸之間以JR山手線等鐵路路廊為界，南鄰上野公園，西南接池之端，西與北連谷中。上野櫻木一丁目與上野櫻木二丁目之間為東西向的言問通。
上野櫻木一丁目大半為寛永寺寺地，旁邊是同在一丁目的台東區立上野中學校。其餘的上野櫻木一丁目與上野櫻木二丁目主要為住居、商店、寺院等。

## 歷史
過去言問通旁有京成的寛永寺坂站。上野台與其東側山麓廣大。上野台部分，獨立於上野花園町的寛永寺域有許多子院建築。隨著時代發展，此地大量的寺院融入了明治、大正、昭和等時期的建物中，成為重要的歷史景觀。此外，佛教、職人、藝術、文學等各界人士讓此地維持高度傳統文化。街道旁種植許多櫻花木。櫻木、谷中、上野公園的櫻花木，樹齡大且棵棵形貌不同，獲得高度的評價。町內的寛永寺是寛永2年（1625年）由德川3代將軍德川家光所建造。寛永寺以作為德川家的菩提寺聞名，是都內的代表寺院。寛永寺內有德川家6位將軍的靈廟。此外，大慈院是德川慶喜懺悔之處。
過去川端康成曾在此居住。

### 地名由來
此地因櫻花木聞名。

## 交通
町域東端有JR山手線、京濱東北線的鶯谷站。

## 施設
- 台東區立上野中學校
- 東京藝術大學 體育館（主場館等在旁邊的上野公園）
- 寛永寺幼稚園
- 日展、日展會館
- 警視廳台東少年中心
- 寛永寺
- 津梁院
- 淨名院八萬四千體地藏
- 下町風俗資料館附設展示場

## 備註
1. ↑  住民基本台帳による町丁名別世帯人口数 平成２５年８月１日現在[永久]
2. ↑  川端秀子が「櫻木町というのはその時以来憧れの町」と『川端康成とともに』の中で記している